# Hirundo leucosoma
Andorinha-d'asa-malhada ou andorinha-de-asa-malhada (Hirundo leucosoma) é uma espécie de ave da família Hirundinidae.
Pode ser encontrada nos seguintes países: Benin, Burkina Faso, Camarões, Costa do Marfim, Gambia, Gana, Guiné, Guiné-Bissau, Mali, Níger, Nigéria, Senegal, Serra Leoa e Togo.